# Вымнянский сельсовет
Вымнянский сельсовет — административная единица на территории Витебского района Витебской области Республики Беларусь. Административный центр — агрогородок Вымно.

## Состав
Вымнянский сельсовет включает 22 населённых пункта:
- Астрейково — деревня
- Большухи — деревня
- Войтово — деревня
- Вымно — агрогородок
- Выставка — деревня
- Желяи — деревня
- Князи — деревня
- Котово — деревня
- Красная Искра — деревня
- Латыгово — деревня
- Лебартово — деревня
- Малыжено — деревня
- Манулки — деревня
- Михайлово — деревня
- Мишутки — деревня
- Привольная — деревня
- Рыбаки — деревня
- Сокольники — деревня
- Тадулино — деревня
- Филипково — деревня
- Фокино — деревня
- Юрчёнки — деревня